# Paul Krannhals
Paul Krannhals (* 14. November 1883 in Riga; † 16. August 1934 in München) war ein deutschbaltischer Kulturphilosoph und Publizist, der den Volksbegriff der Nationalsozialisten geistig antizipierte und unterstützte. Der Titel seines Hauptwerkes lautet Das organische Weltbild.

## Leben
Krannhals wurde als Sohn eines Arztes geboren. Er und seine Brüder besuchten das Gymnasium in Jena. Krannhals studierte anschließend Chemie, blickte aber von Anfang an über die Grenzen seiner Stammdisziplin hinaus. Den Grundstein zu seinem philosophischen Gedankengebäude legte er in russischer Kriegsgefangenschaft. Nach der Rückkehr war er von 1920 bis 1925 als Zeitungsredakteur in Dessau und Essen tätig.
1929 war Krannhals Mitbegründer von Alfred Rosenbergs Kampfbund für deutsche Kultur. Er trat der NSDAP und dem Nationalsozialistischen Deutschen Studentenbund bei und wurde 1931 Leiter einer NSDStB-Arbeitsgemeinschaft „Das organische Weltbild“. 1933 und 1934 war er Vortragsredner im NS-Lehrerbund. 1934 war er Mitherausgeber der völkischen Zeitschrift Die Sonne. Krannhals war Anhänger von Jakob Wilhelm Hauers Deutschen Glaubensbewegung.
1934, kurz vor seinem Tode, verlieh ihm die Philosophische Fakultät der Philipps-Universität Marburg den Ehrendoktortitel.
In der Antragsbegründung zur Verleihung der Ehrendoktorwürde heißt es, es handle sich um die Erfüllung einer Ehrenpflicht, „welche die deutsche Wissenschaft einem Manne schuldet, der sich um die Neuorientierung der philosophischen Weltanschauung an der jetzigen Kulturwende frühe und kaum hoch genug einzuschätzende Verdienste erworben hat, und nun in bewundernswertem Heroismus mit der letzten Kraft eines schon vom Tode Gezeichneten darum kämpft, sein Werk zu Ende zu führen und seinen Gedanken Fortwirkung zu sichern.“
Der NS-Funktionär Otto Dietrich würdigte das Werk Das organische Weltbild als „den ersten vom nationalsozialistischen Standpunkt aus richtig gesehenen Versuch [...], die organische oder universalistische Weltauffassung als die unserer deutschen Wesensart im Innern gemäße wissenschaftlich zu verdeutlichen und zur Darstellung zu bringen“.
Die Grundgedanken des Krannhals-Hauptwerkes Das organische Weltbild besagen: Die „Gesellschaft“ als reiner Zweckverband ohne ideale Ziele zerstöre organisches Leben und Werden. Der „Gesellschaft“ stellte Krannhals die sogenannte „Völkische Gemeinschaft“ gegenüber. Nach ihm führt der Individualismus zu einer sinn- und wertlosen Existenz; der reine Verstand töte lebendige Formen und sei Schöpfer der „Gesellschaft“ und Vernichter der „Gemeinschaft“.
Verschiedene von Krannhalsens Schriften wurden nach Ende des Zweiten Weltkrieges in der Sowjetischen Besatzungszone und in der Deutschen Demokratischen Republik auf die Liste der auszusondernden Literatur gesetzt.

## Schriften (Auswahl)
- Das organische Weltbild. Grundlagen einer neuentstehenden deutschen Kultur, München 1928
- Der Weltsinn der Technik als Schlüssel zu ihrer Kulturbedeutung, München/Berlin 1932
- Religion als Sinnerfüllung des Lebens, Leipzig 1933
- Der Glaubensweg des deutschen Menschen (Erich Röth Verlag/Eisenach 1934)
- Revolution des Geistes, Leipzig 1935 (2. Auflage 1937)